# Pythium
Pythium è un genere di Oomycetes appartenente alla famiglia delle Pythiaceae. Morfologicamente hanno rami sporangiofori non differenziati dalle ife vegetative; gli sporangi hanno forma globulare e non si distaccano dal ramo sporangioforo. 
Il genere comprende diverse specie parassite di piante, che provocano marciumi al colletto e vengono elencate di seguito.
- Pythium debaryanum
- Pythium ultimum
- Pythium gracile
- Pythium irregulare
- Pythium angulatum
- Pythium aphanidermatum
- Pythium arrhenomanes